# Kościół św. Jakuba Apostoła w Krosnowicach
Kościół pw. św. Jakuba Apostoła w Krosnowicach – rzymskokatolicki kościół parafialny należący do dekanatu Kłodzko diecezji świdnickiej w Krosnowicach, wzniesiony w pierwszej połowie XIV w.

## Historia
Świątynia stoi na wyraźnym wzniesieniu we wschodniej części wsi, wysoko ponad korytem Nysy Kłodzkiej, w pobliżu tutejszego dworu. Wewnątrz w transepcie po prawej stronie renesansowa chrzcielnica z 1590 r. z herbami rodów von: Haugwitz, Nostitz, Pannwitz, Reden, Rodtkirch (Rothkirch), Schellendorf, Zedlitz. Naturalna obronność miejsca została dodatkowo wzmocniona poprzez otoczenie świątyni owalnym, kamiennym murem z dwiema bramami (po stronie południowej i północno-zachodniej) oraz dwiema furtkami (prowadzącą do dworu w kierunku wschodnim oraz ku plebanii w stronę zachodu). Obecna postać muru obronnego to efekt przebudów z XVII–XVIII w., jednak jego pierwotne założenie jest starsze. Brama południowa o ostrołukowym prześwicie zwieńczona jest prostą attyką, za którą kryje się jednospadowy dach. Z przodu stoi wysoka kolumna zwieńczona metalowym krzyżem i barokowa, kamienna Grupa Ukrzyżowania (poddana renowacji w 1883 r.). Obok bramy znajduje się XVIII-wieczna kaplica-kostnica z namiotowym dachem krytym gontem, a w murze wnęka z rzeźbą Ecce homo (figurą Chrystusa stojącą przy marmurowej kolumnie). Brama północno-zachodnia, pozbawiona szczytu, ma otwór sklepiony półkoliście.

## Herby na chrzcielnicy

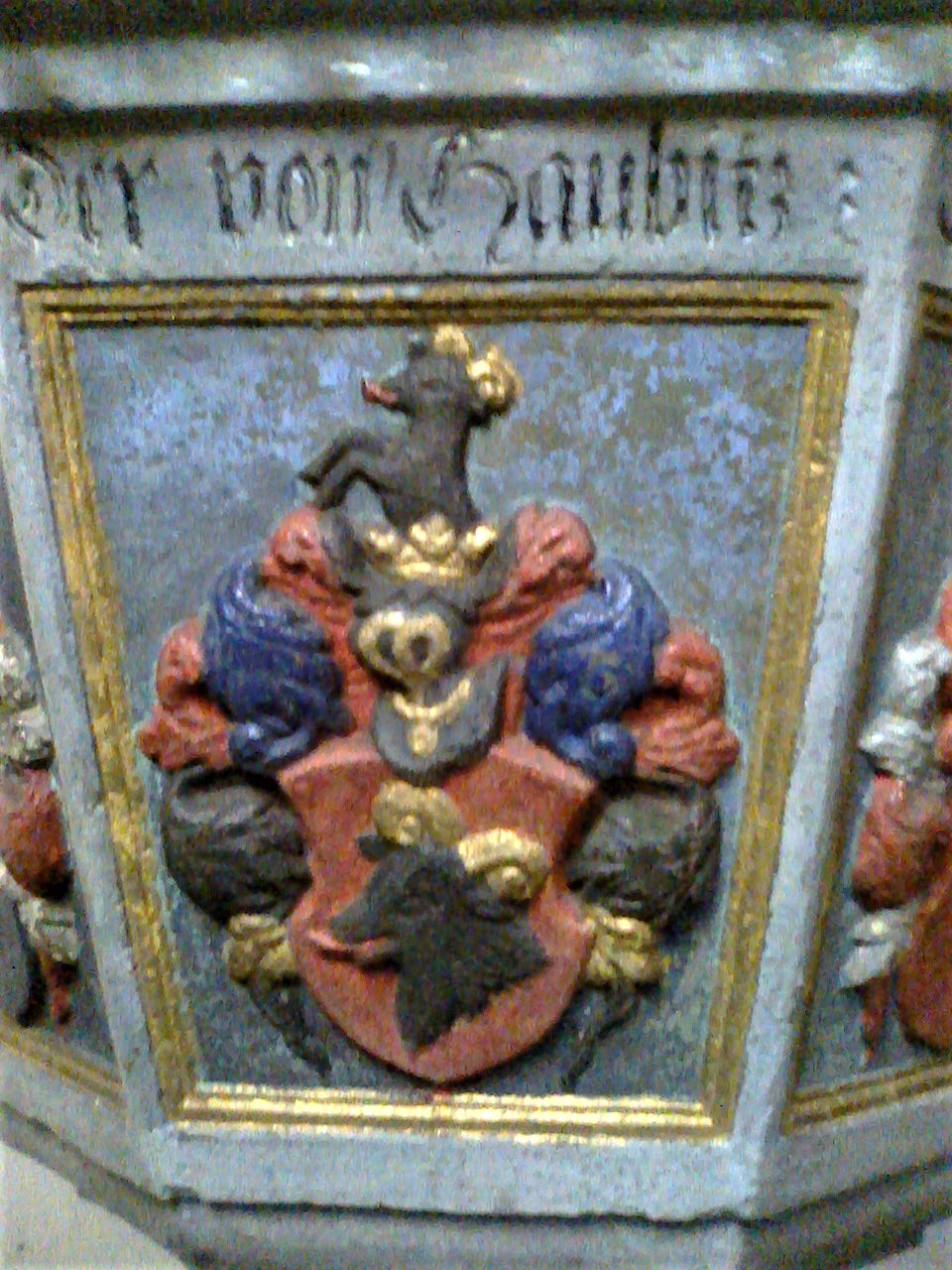
von Haugwitz
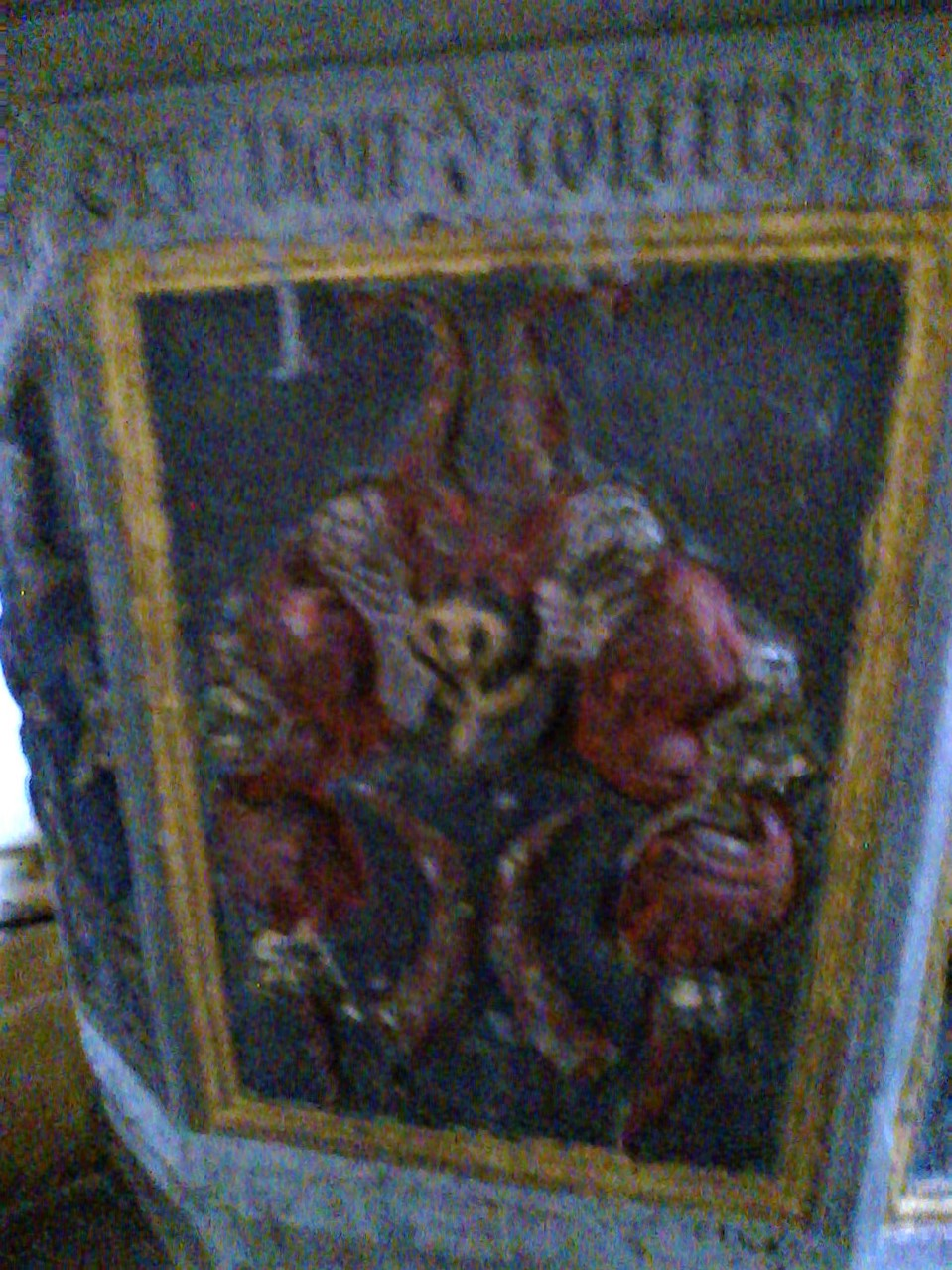
von Nostitz
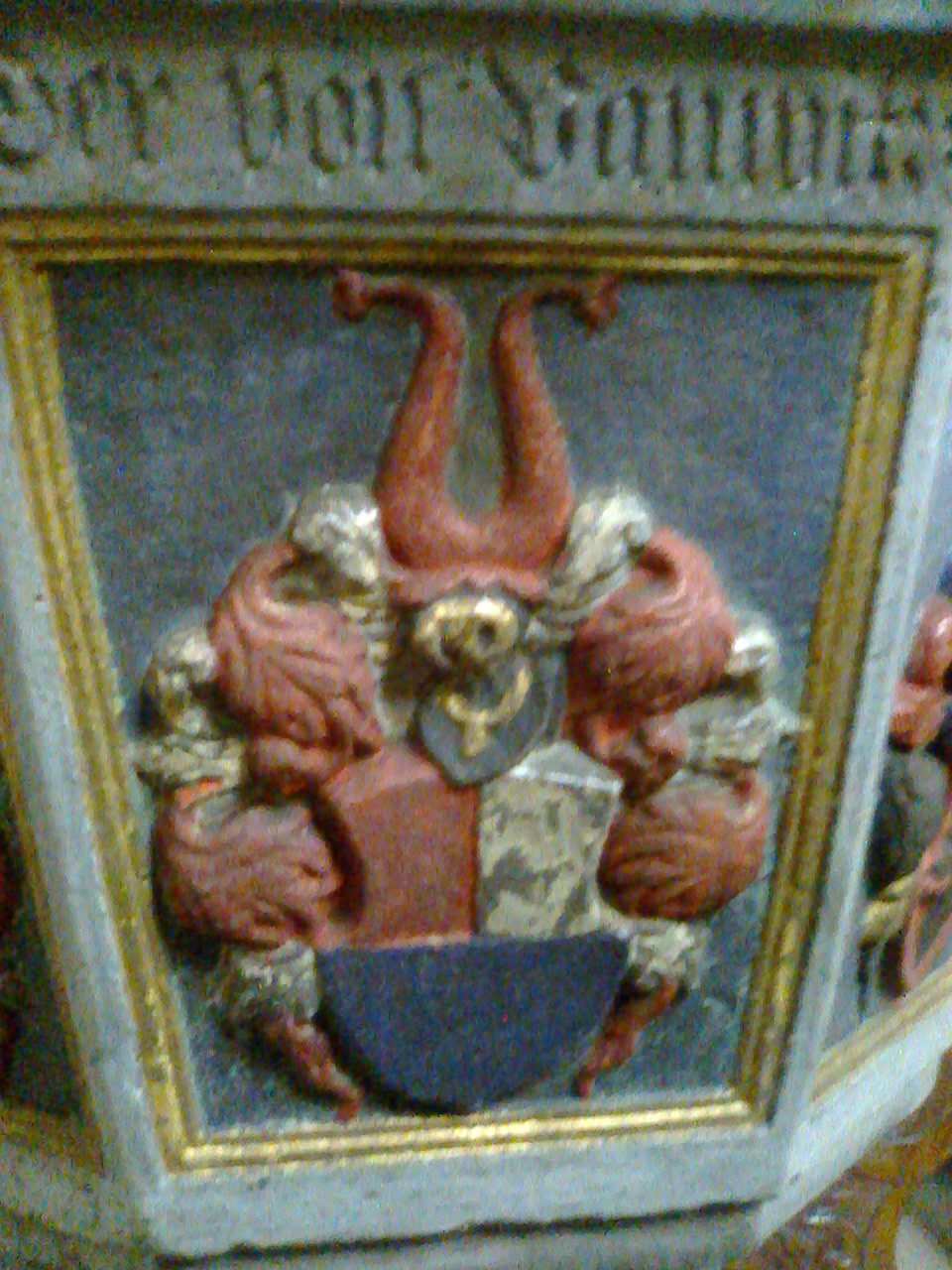
von Pannwitz
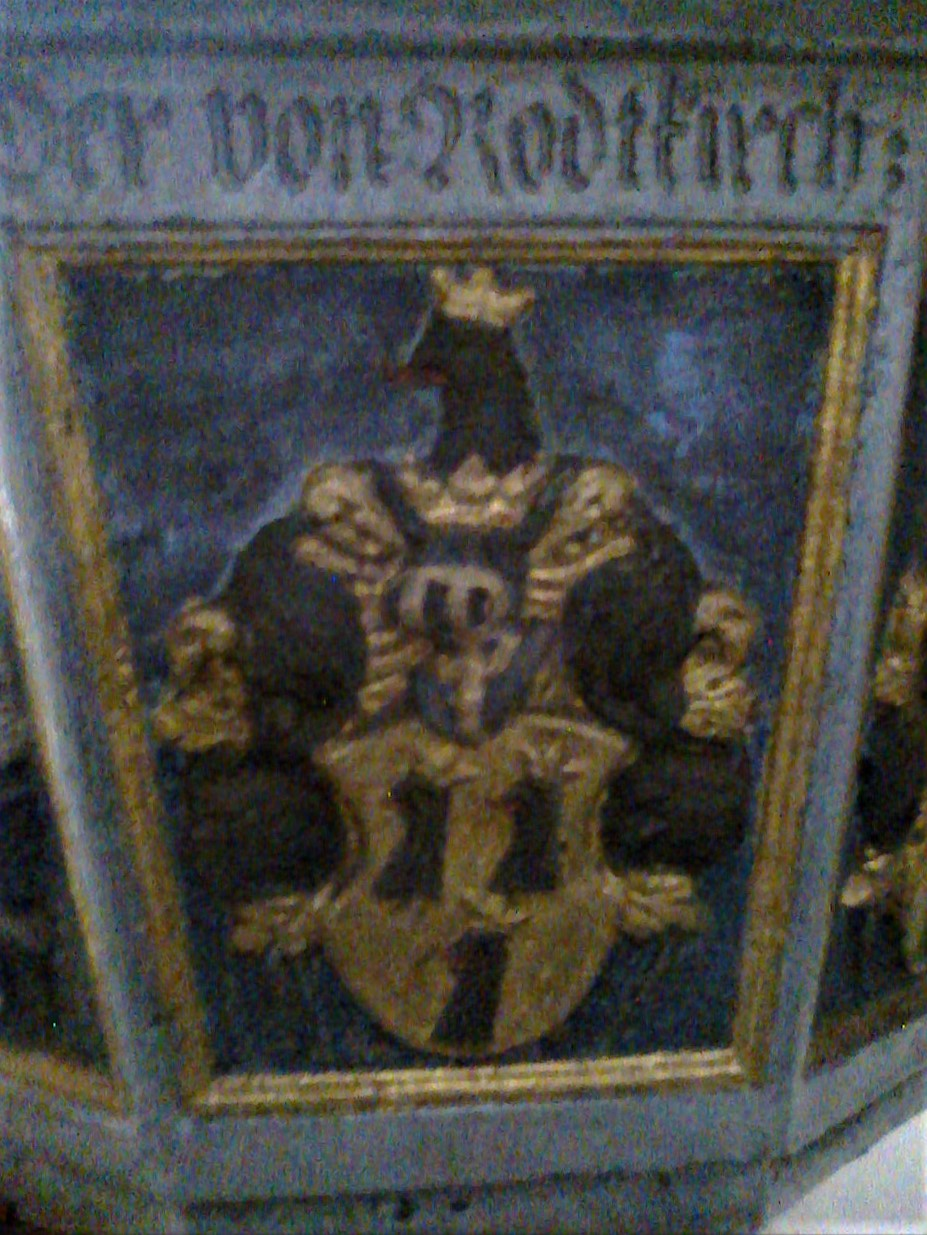
v. Rodtkirch (Rothkirch)
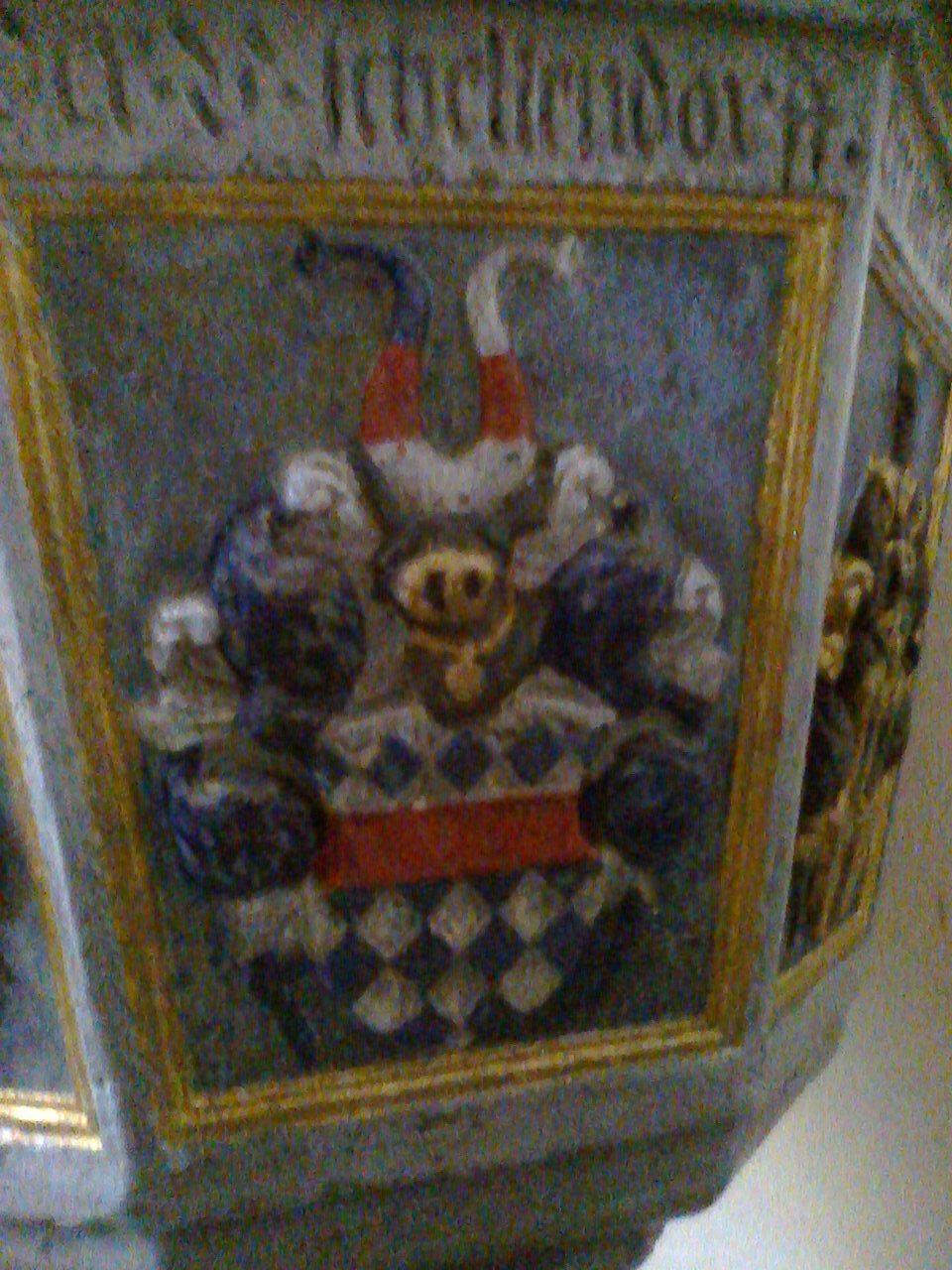
von Schellendorf